# Phrynosoma
Genre
Phrynosoma, parfois appelé lézards à cornes ou iguanes à cornes, est un genre de sauriens de la famille des Phrynosomatidae.

## Répartition
Les 22 espèces de ce genre se rencontrent en Amérique du Nord.

## Liste des espèces
Selon The Reptile Database (14 mai 2016) :
- Phrynosoma asio Cope, 1864
- Phrynosoma bauri Montanucci, 2015
- Phrynosoma blainvillii Gray, 1839
- Phrynosoma braconnieri Duméril & Bocourt, 1870
- Phrynosoma brevirostris (Girard, 1858)
- Phrynosoma cerroense Stejneger, 1893
- Phrynosoma cornutum (Harlan, 1824)
- Phrynosoma coronatum (Blainville, 1835)
- Phrynosoma diminutum Montanucci, 2015
- Phrynosoma ditmarsi Stejneger, 1906
- Phrynosoma douglasii (Bell, 1828)
- Phrynosoma goodei Stejneger, 1893
- Phrynosoma hernandesi Girard, 1858
- Phrynosoma mcallii (Hallowell, 1852)
- Phrynosoma modestum Girard, 1852
- Phrynosoma orbiculare (Linnaeus, 1758)
- Phrynosoma ornatissimum (Girard, 1858)
- Phrynosoma platyrhinos Girard, 1852
- Phrynosoma sherbrookei Nieto-Montes De Oca, Arenas-Moreno, Beltrán-Sánchez & Leaché, 2014
- Phrynosoma solare Gray, 1845
- Phrynosoma taurus Dugès, 1873
- Phrynosoma wigginsi Montanucci, 2004

## Publication originale
- Wiegmann, 1828 : Beiträge zur Amphibienkunde. Isis von Oken, vol. 21, no 4, p. 364-383 (texte intégral).